# Graniczna Placówka Kontrolna Gdynia
Graniczna Placówka Kontrolna Gdynia – zlikwidowany pododdział Wojsk Ochrony Pogranicza wykonujący kontrolę graniczną osób, towarów i jednostek pływających bezpośrednio w przejściu granicznym na granicy morskiej.
Graniczna Placówka Kontrolna Straży Granicznej w Gdyni – zlikwidowana graniczna jednostka organizacyjna Straży Granicznej wykonująca kontrolę graniczną osób i jednostek pływających bezpośrednio w przejściu granicznym na granicy morskiej.

## Formowanie i zmiany organizacyjne
W październiku 1945 Naczelny Dowódca WP nakazywał sformować na granicy 51 przejściowych punktów kontrolnych.
Graniczna placówka kontrolna Gdynia powstała w 1945 jako morski przejściowy punkt kontrolny II kategorii o etacie nr 8/11 . Obsada PPK składała się z 17 żołnierzy i 2 pracowników cywilnych. W październiku 1946 funkcjonowała według etatu 7/13 jako PPK morski w Gdyni.
W początkach 1947 przejściowe punkty kontrolne Gdańsk i Gdynia zostały poważnie wzmocnione. Wobec powyższego strażnice 97 i 99 zaprzestały ochrony obiektów portowych, a zajęły się wyłącznie ochroną obiektów lądowych i kontrolą ruchu rybackiego. 

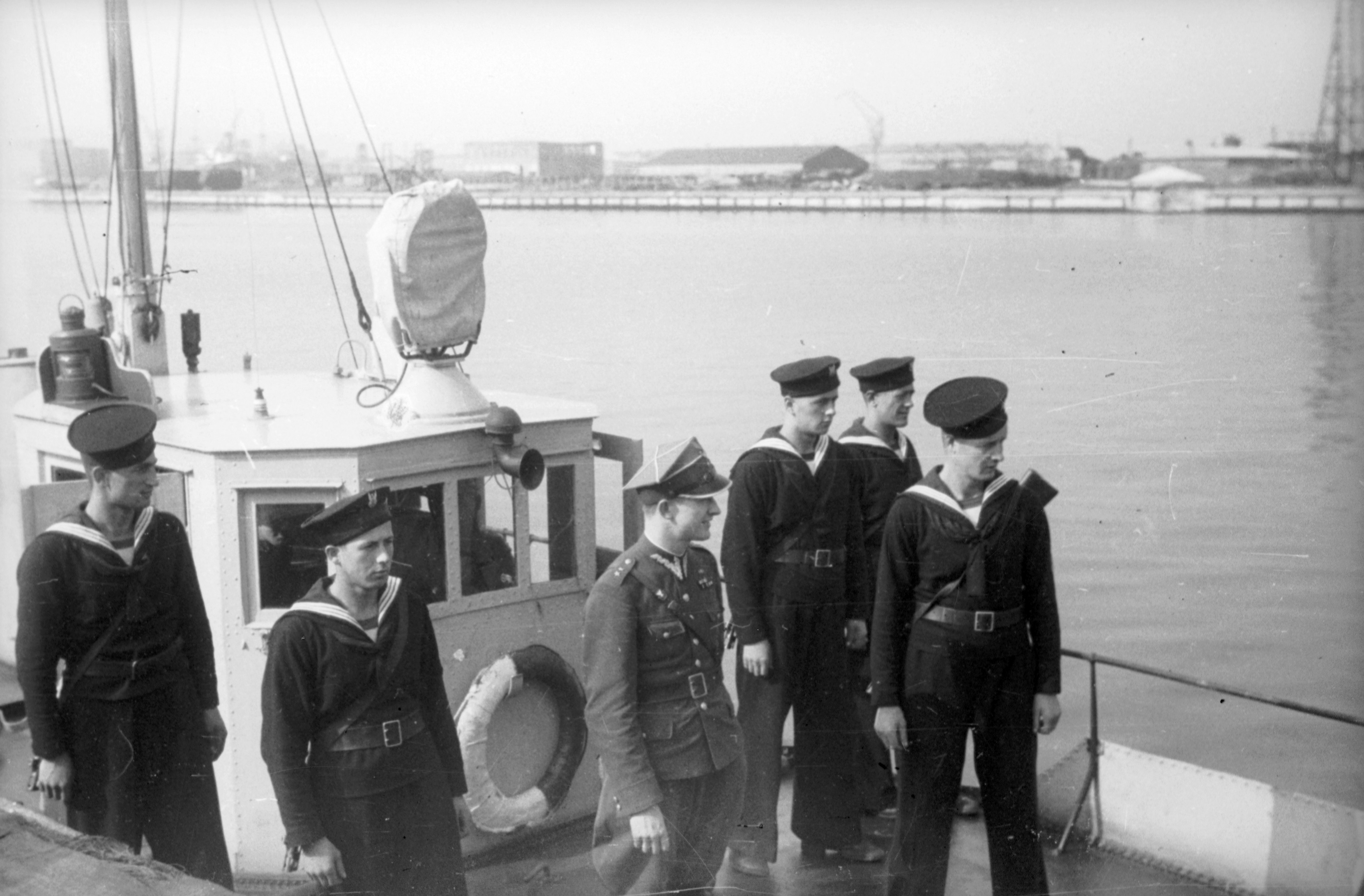
Port morski Gdynia, żołnierz GPK w Porcie Gdynia i marynarze Wojsk Ochrony Pogranicza na kutrze patrolowym Wojsk Ochrony Pogranicza ORP „Hel” (ex „Batory”) (1947–1950)

W lipcu 1947 Morskie GPK w Gdyni otrzymała nr 21. 
Latem 1948 została połączona strażnica specjalna nr 97 z Morską GPK nr 21 Gdynia. Dowództwo nad tymi pododdziałami objął dowódca Morskiego GPK.
W lipcu 1949 nastąpiła reorganizacja 21 gdyńskiego i 22 gdańskiego Morskiego GPK. Zostały utworzone samodzielne bataliony kontroli granicznej. W skład gdańskiego weszły 263 i 264 strażnice WOP, a w gdyńskim: kompanie nr 1 i nr 2.
1 lipca 1965 WOP podporządkowano Ministerstwu Obrony Narodowej, Dowództwo WOP przeformowano na Szefostwo WOP z podległością Głównemu Inspektoratowi Obrony Terytorialnej. Do Ministerstwa Spraw Wewnętrznych odeszła cała kontrola ruchu granicznego oraz ochrona GPK. Tym samym naruszono jednolity system ochrony granicy państwowej. Jesienią 1965 GPK w Porcie Gdynia i GPK Rybołówstwa w Gdyni weszła w podporządkowanie Wydziału Kontroli Ruchu Granicznego Komendy Wojewódzkiej Milicji Obywatelskiej, kontrolę graniczną wykonywali funkcjonariusze Milicji Obywatelskiej podlegli MSW.
1 października 1971 WOP został podporządkowany pod względem operacyjnym, a od 1 stycznia 1972 pod względem gospodarczym MSW. Do WOP powrócił cały pion kontroli ruchu granicznego wraz z przejściami. Przywrócono jednolity system ochrony granicy państwowej. Od 1 sierpnia 1972 GPK w Porcie Gdynia podlegała bezpośrednio pod sztab 16 Kaszubskiej Brygady WOP w Gdańsku (W 1976 zniesiona została numeracja brygad WOP i przyjęto tylko nazwę „regionalną” Kaszubska Brygada Wojsk Ochrony Pogranicza), tak funkcjonowała do 15 maja 1991.
Straż Graniczna:
Po rozwiązaniu Wojsk Ochrony Pogranicza, 16 maja 1991 Graniczna Placówka Kontrolna Gdynia weszła w podporządkowanie Kaszubskiego Oddziału Straży Granicznej w Gdańsku i przyjęła nazwę Graniczna Placówka Kontrolna Straży Granicznej w Gdyni.
W wyniku zmian nadmorskich struktur Straży Granicznej i rozformowaniu Kaszubskiego Oddziału Straży Granicznej, 2 czerwca 1992 Graniczna Placówka Kontrolna Straży Granicznej w Gdyni została włączona struktury Morskiego Oddziału Straży Granicznej.
Jako Graniczna Placówka Kontrolna Straży Granicznej w Gdyni funkcjonowała do 23 sierpnia 2005 i 24 sierpnia 2005 została przekształcona na Placówkę Straży Granicznej w Gdyni (PSG w Gdyni) w strukturach Morskiego Oddziału Straży Granicznej.

## Podległe przejście graniczne

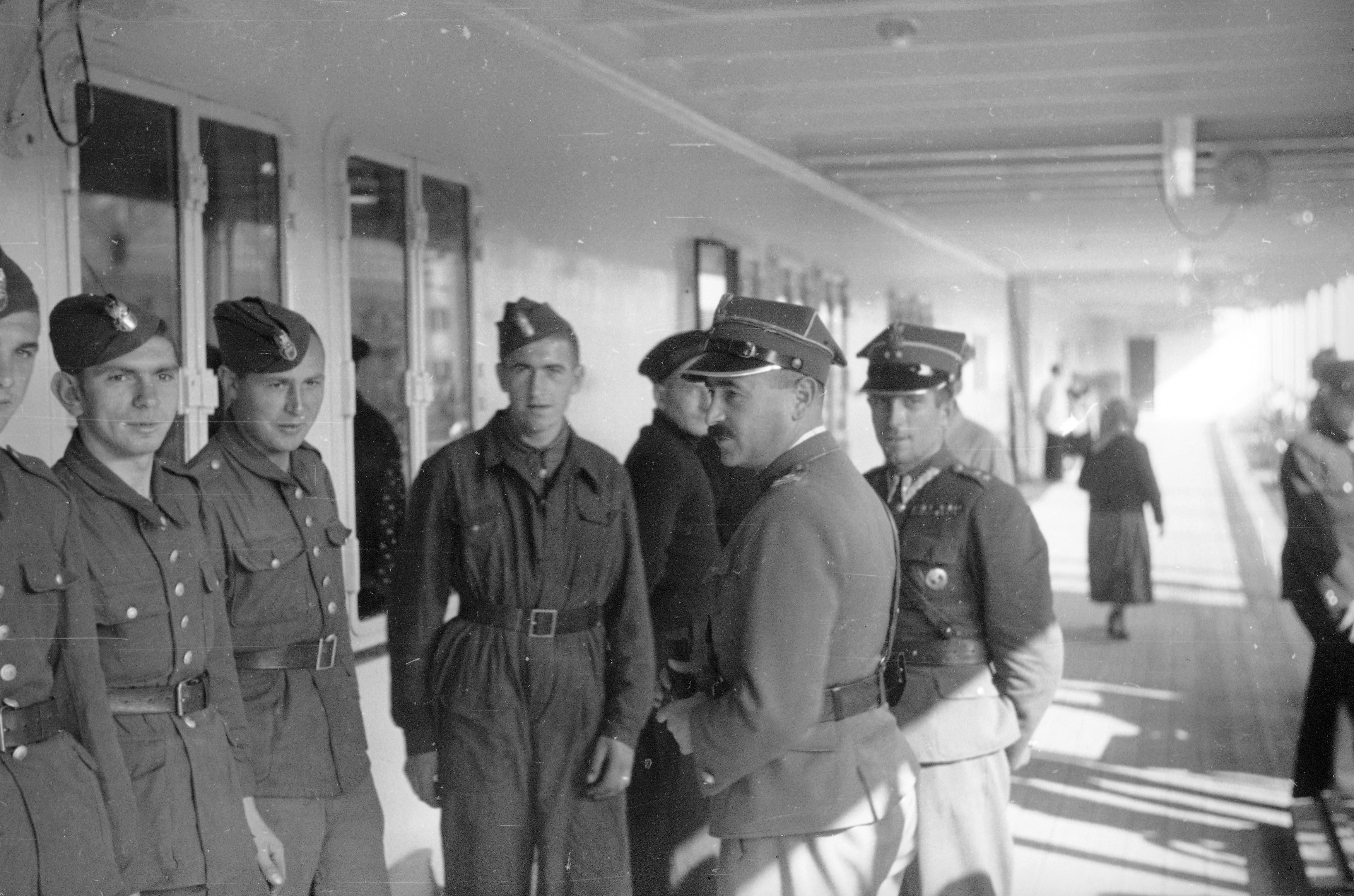
Port morski Gdynia, żołnierze Wojsk Ochrony Pogranicza podczas kontroli statku „Suomen“ (1947–1950)

- Gdynia (morskie).

## Kierownicy/komendanci/dowódcy granicznej placówki kontrolnej
- mjr Stanisław Bański (był 10.1946)[f][14]
- kpt. Zygmunt Dziubiński[14]
- mjr Szczepan Cheba[14]
- kpt. Stefan Rojowski[14]
- mjr Jan Januszewicz[14]
- mjr Piotr Wtorek[14] [g][15]
- ppłk Józef Gałaś[14]
- mjr/ppłk Roman Białek[14] (1.12.1965–15.04.1968)[16]
- ppłk Zbigniew Rydlewski[14] (16.04.1968–30.11.1984)[11]
- ppłk Ludwik Kruczek[14] (1.12.1984–był 31.07.1990)[17]

Komendanci GPK SG:
- mjr SG Zbigniew Czajka (był w 2002)[18].